# 小喙猎女神螺
小喙猎女神螺（学名：Purpurcapsula exigua），又名桃紅蛹螺，桃色玉螺等，为猎女神螺科之下的一個海螺物種的动物，屬於迷你貝的一種。
本物種舊屬石榴螺科或猎女神螺科的喙猎女神螺属，今屬Purpurcapsula屬。

## 分佈
本物種分佈於南太平洋海域的夏威夷、吉尔伯特、汤加、塔希提、斐济、新喀里多尼亚，但也見於西北太平洋的日本、台湾的綠島、蘭嶼及墾丁，以及西沙群岛等地，及印度洋的紅海和马斯克林群岛海盆。属于暖海产。其常见于浅海珊瑚礁石的下面。该物种的模式产地在中国。